# Matti Steinmann
Ville Matti Steinmann (* 8. Januar 1995 in Hamburg) ist ein deutscher Fußballspieler, der aktuell bei der SV Drochtersen/Assel spielt.

## Karriere

### Im Verein

#### Anfänge und Jugend
Steinmann begann seine Karriere in der Jugend des TSV Bargteheide, für den er bis 2007 spielte. Zwischen 2007 und 2009 spielte er für den SV Preußen Reinfeld. Im Jahr 2009 wechselte er im Alter von 14 Jahren in das Nachwuchsleistungszentrum des Hamburger SV und zog ins HSV-Internat. Dort stieg er im Sommer 2012 im Alter von 17 Jahren in die zweite Mannschaft (U23) des HSV in die Regionalliga Nord auf. Die Vorbereitung auf die Saison absolvierte er mit den Profis, zudem nahm er regelmäßig am Training teil, um an das Bundesliganiveau herangeführt zu werden. Sein erstes Spiel im Herrenbereich spielte Steinmann am 4. August 2012 am ersten Spieltag der Regionalliga-Saison 2012/13 beim 2:1-Auswärtssieg gegen den FC Oberneuland. Es folgten 14 weitere Einsätze meist von Beginn an, in denen er ein Tor erzielte. Lediglich in der Rückrunde wurde er meist in der A-Jugend (U19) in der A-Junioren-Bundesliga eingesetzt. Auch in der Saison 2013/14 – seinem letzten Jahr im Jugendbereich – pendelte Steinmann zwischen der U23 und U19. So kam er auf 14 Einsätze in der Regionalliga Nord und auf elf Einsätze in der A-Junioren-Bundesliga, in denen er vier Tore erzielte. In der Rückrunde der Bundesliga-Saison 2013/14 saß Steinmann zweimal auf der Ersatzbank bei einem Bundesligaspiel der Profis, wurde von Trainer Mirko Slomka aber weder im Spiel gegen Eintracht Frankfurt (1:1) am 24. Spieltag noch im Spiel gegen den FC Bayern München (1:4) am 33. Spieltag eingewechselt.

#### Profi beim Hamburger SV
Zur Saison 2014/15 erhielt Steinmann seinen ersten Profivertrag mit einer Laufzeit bis zum 30. Juni 2017. Er stand gleichzeitig auch weiterhin im Kader der zweiten Mannschaft, um Spielpraxis zu bekommen. Am 20. September 2014 absolvierte Steinmann sein Bundesligadebüt, als er beim 0:0 im Heimspiel gegen den FC Bayern München von Trainer Josef Zinnbauer, der zu Saisonbeginn noch sein Trainer in der U23 gewesen war, in der 87. Spielminute für Nicolai Müller eingewechselt wurde. Gegen den FC Bayern München kam Steinmann auch zu seinem DFB-Pokal-Debüt, als er bei der 1:3-Niederlage in der zweiten Runde am 29. Oktober 2014 in der 18. Spielminute für den verletzten Petr Jiráček eingewechselt wurde. Ansonsten kam er auf 23 Regionalliga-Einsätze, in denen er vier Treffer erzielte.

#### Steinmann in der 3. Liga
Um Spielpraxis auf höherem Niveau zu sammeln, wurde Steinmann Ende Juli 2015 für die Saison 2015/16 in die 3. Liga an den Chemnitzer FC ausgeliehen. Sein erstes Spiel für den Chemnitzer FC absolvierte er am 22. August 2015 beim 4:2-Heimsieg gegen Holstein Kiel, als er in der 73. Minute für Tim Danneberg eingewechselt wurde.
Zur Saison 2016/17 kehrte Steinmann nicht zum HSV zurück, sondern wechselte innerhalb der 3. Liga in die zweite Mannschaft des 1. FSV Mainz 05, bei dem er einen Einjahresvertrag erhielt. In seinem ersten Pflichtspiel für die Mainzer am 30. Juli 2016 erzielte er am ersten Spieltag im Heimspiel gegen den Aufsteiger FSV Zwickau den Treffer zum 2:2-Endstand. Insgesamt kam er zu 25 Drittligaeinsätzen, in denen ihm zwei Tore gelangen. Am Saisonende stieg er mit seinem Team aus der 3. Liga ab.

#### Rückkehr nach Hamburg und Leihe nach Dänemark
Zur Saison 2017/18 kehrte Steinmann nach zwei Jahren zum Hamburger SV zurück. Er erhielt einen bis zum 30. Juni 2020 laufenden Vertrag und gehörte zunächst dem Kader der in der viertklassigen Regionalliga Nord antretenden zweiten Mannschaft an. In der zweiten Mannschaft war Steinmann unter Trainer Christian Titz Stammspieler und wurde mit seiner Mannschaft Herbstmeister.
Nachdem Titz am 13. März 2018 zum Cheftrainer der Profis befördert worden war, zog er Steinmann in den Profikader hoch. Am 17. März 2018 kam er bei der 1:2-Heimniederlage des HSV gegen Hertha BSC über die komplette Spielzeit zum Einsatz. Bis zum Saisonende war Steinmann Stammspieler als einziger Sechser im 4-1-4-1-System und kam insgesamt auf acht Ligaeinsätze. Durch eine Leistungssteigerung unter Titz kam der HSV vor dem letzten Spieltag auf zwei Punkte an den Relegationsplatz heran, stieg am 12. Mai 2018 jedoch erstmals in die 2. Bundesliga ab.
In der Saison 2018/19 verlor Steinmann unter Titz und dessen Nachfolger Hannes Wolf seinen Stammplatz an den Neuzugang Orel Mangala. Er kam – auch verletzungsbedingt – bis zur Winterpause lediglich auf drei Ligaeinsätze.
Aufgrund der hohen Konkurrenzsituation im zentralen Mittelfeld beim HSV schloss sich Steinmann Ende Januar 2019 für den Rest der Saison dem dänischen Erstligisten Vendsyssel FF an. Er kam in 8 Ligaspielen zum Einsatz, in denen er ein Tor erzielte. Nach der verlorenen Relegation gegen den Lyngby BK stieg Steinmann mit seiner Mannschaft in die 1. Division ab.

#### Steinmann als Weltenbummler
In der Sommerpause 2019 teilte der neue HSV-Cheftrainer Dieter Hecking Steinmann mit, dass er nicht mit ihm im Profikader plane. Angebote des Drittligisten 1. FC Kaiserslautern und des Regionalligisten Rot-Weiss Essen, den sein Förderer Christian Titz übernommen hatte, lehnte er ab, da er nicht unterhalb der 2. Bundesliga spielen wollte. Da Steinmann keinen neuen Verein gefunden hatte, stieg er Ende Juni 2019 in die Vorbereitung der zweiten Mannschaft ein. Nach einem Einsatz in der Regionalliga Nord wechselte Steinmann Anfang August 2019 nach Neuseeland zu Wellington Phoenix. Er unterschrieb beim Verein, der in der australischen A-League antritt, einen Vertrag bis zum Ende der Saison 2019/20. Für die Neuseeländer absolvierte Steinmann 23 reguläre Ligaspiele und eine Partie in den Finals, in denen die Mannschaft im Viertelfinale gegen Perth Glory ausschied.
Mitte Oktober 2020 wechselte Steinmann nach Indien und schloss sich dem SC East Bengal aus der westbengalischen Hauptstadt Kalkutta an. Er wurde damit nach Manuel Friedrich zum zweiten Deutschen, der in der Indian Super League aktiv war. Steinmann kam in der Saison 2020/21 17-mal stets in der Startelf zum Einsatz und erzielte 4 Tore.
Zur Saison 2021/22 kehrte der 26-Jährige in die australische A-League zurück und schloss sich Brisbane Roar an. Er kam auf 17 Einsätze und stand 11-mal in der Startelf. Nachdem er seit Ende März 2022 nicht mehr eingesetzt worden war, einigte man sich Ende Dezember 2022 auf eine Vertragsauflösung.

#### Rückkehr nach Deutschland
Nach einem halben Jahr ohne Verein schloss sich Steinmann im Sommer 2023 der SV Drochtersen/Assel an, die in der Regionalliga Nord spielt.

### In der Nationalmannschaft
Steinmann absolvierte im Mai 2010 ein Spiel für die deutsche U-15-Auswahl sowie zwischen 2010 und 2011 zehn Spiele für die U-16-Junioren. Dabei erzielte er ein Tor. Zwischen Februar und April 2012 lief er dreimal in der U-17-Auswahl auf. Nach zweieinhalb Jahren ohne Nominierung wurde Steinmann im November 2014 in die U-20-Auswahl berufen, für die er am 21. April 2015 erstmals auflief. Unter Trainer Frank Wormuth nahm er an der U-20-Weltmeisterschaft 2015 in Neuseeland teil und absolvierte vier Spiele im Turnier. Mit der Mannschaft schied er im Viertelfinale aus. Insgesamt lief Steinmann zwischen April und Juni 2015 fünfmal in der U20 auf.

## Privates
Steinmann wurde in Hamburg geboren und wuchs in Bargteheide auf. Seine Mutter hat finnische Vorfahren, er besitzt allerdings keinen finnischen Pass.
Während seiner Zeit beim Chemnitzer FC schrieb sich Steinmann an der Technischen Universität Chemnitz für das Studium Wirtschaftsingenieurwesen ein, verfolgte das Studium nach kurzer Zeit jedoch nicht weiter.